# Kopidlno (stacja kolejowa)
Kopidlno – stacja kolejowa w miejscowości Kopidlno, w kraju hradeckim, w Czechach. Jest ważnym węzłem kolejowym o znaczeniu regionalnym. Znajduje się na wysokości 220 m n.p.m.
Jest zarządzana przez Správę železnic. Na stacji istnieje możliwość zakupu biletów i rezerwacji miejsc.

## Linie kolejowe
- 061 Nymburk - Jičín
- 063 Bakov nad Jizerou - Kopidlno